# Patricia Brennan
Patricia Brennan (geboren als Patricia Franceschy um 1986 in Veracruz) ist eine mexikanisch-amerikanische Jazzmusikerin (Vibraphon, Marimba, Perkussion, Komposition).

## Leben und Wirken
Brennan wuchs in Mexiko auf und erhielt mit vier Jahren ersten Musikunterricht; sie spielte mit ihrem Vater Latin Percussion und hörte mit ihrer Mutter Platten von Jimi Hendrix und Led Zeppelin. Dann begann sie Klavier zu spielen, beeinflusst von ihrer Großmutter, die Konzertpianistin war. Vor ihrer Migration in die USA war Patricia bereits als stellvertretende Paukerin im Xalapa Symphony Orchestra tätig und trat mit dem Mineria Symphony Orchestra auf. Sie gewann mehrere Preise bei Marimba-Wettbewerben und Wettbewerben für junge Künstler in Mexiko und im Ausland; 2003 wurde sie in der Zeitschrift „Líderes Mexicanos“ vorgestellt. Im Alter von 17 Jahren wurde sie als Mitglied des Youth Orchestra of the Americas ausgewählt. Mit dieser Formation tourte sie durch Amerika und trat mit Musikern wie Yo-Yo Ma und Paquito D’Rivera auf. 2004 wurde sie am Curtis Institute of Music in Philadelphia aufgenommen; sie trat als Schlagwerk-Studentin mit dem Philadelphia Orchestra und anderen Musikgruppen wie Mitgliedern von Eight Blackbird auf; 2008 absolvierte sie ihr Studium in Philadelphia.
Brennan arbeitete ab 2014 in der New Yorker Jazzszene u. a. mit Mareike Wiening (Crosswalk), mit Matt Mitchell (A Pouting Grimace, 2017, und Phalanx Ambassadors, 2019), in Tomas Fujiwaras 7 Poets Trio, in der Webber/Morris Big Band (Both Are True) und im John Hollenbeck Large Ensemble (All Can Work, 2018; nominiert für einen Grammy). Laut Tom Lord war sie jedoch im Bereich des Jazz zwischen 2014 und 2023 an 18 Aufnahmesessions beteiligt, so mit Dana Saul. Zu hören ist sie u. a. auch auf  Michael Formaneks Album The Distance,  Mary LaRoses Eric-Dolphy-Hommage Out Here (2021), Mary Halvorsons Alben Amaryllis / Belladonna (2022), Cloudward (2024) und About Ghosts (2025), außerdem auf Jeff Lederers Schoenberg on the Beach (2023), auf Pith von Tomas Fujiwaras 7 Poets Trio (2023), auf  Alan Braufmans Infinite Love, Infinite Tears (2024), Miles Okazakis Miniature America (2024), Dan Weiss’ Unclassified Affections (2025) und Adam O’Farrills For These Streets (2025).
Brennan legte 2019 ihre selbstproduzierte Debütsingle Sonnet auf Plattformen wie Bandcamp, Apple Music oder Spotify vor. Anfang 2021 erschien ihr Album Maquishti (Valley of Search); der Titel stammt vom Nahuatl-Wort maquixtia, was „befreien“ bedeutet – eine Anspielung auf ihr mexikanisches Erbe. „Brennans Solo-Debüt legte Spiralen durch nostalgische Melodien und mitreißende Dissonanzen“, urteilte dazu Vanessa Ague. „Die komplizierten Muster und ineinandergreifenden Rhythmen, die von ihren Instrumenten erzeugt werden, verbinden jedes Stück miteinander, unabhängig von ihren Unterschieden in Ton, Farbe und Melodie.“ 2022 folgte Brennans zweites Album More Touch, auf dem sie von Marcus Gilmore, Perkussionist Mauricio Herrera und Bassist Kim Cass begleitet wurde. Auf ihrem 2024 veröffentlichten dritten Album (mit ihrem Septett) Breaking Stretch setzte sie sich mit den Materialien ihrer Instrumente auseinander und erweiterte diese elektronisch.
Brennan unterrichtet an der New School for Jazz and Contemporary Music und im Fachbereich Jazz Studies an der New York University Steinhardt. Beim jährlichen DownBeat Critics Poll gewann die Musikerin im Juli 2022 die Auszeichnung als „Rising Star – Vibraphone“.

## Diskographische Hinweise
- Maquishti (Valley of Search, 2021)
- More Touch (Pyroclastic Records, 2022)